# Betacizmus
A betacizmus (spanyolul, portugálul és olaszul betacismo, katalánul betacisme, angolul betacism) egy nyelvtörténeti hangváltozás, melynek során a [b] és a [v]-szerű mássalhangzók egybeesnek (elnevezése a görög β betűből ered, amelyet az ógörögben még [b]-nek ejtettek, majd [v]-vé változott). A fogalmat főleg az újlatin nyelvekkel (leginkább a spanyollal, galiciaival, katalánnal, okcitánnal, szárddal, valamint egyes délolasz nyelvjárásokkal) összefüggésben használják, mivel ezek a legismertebb példái e változásnak – amely egyébként hangtanilag teljesen általános érvényű, és független a nyelvrokonságtól. E szócikk az újlatin nyelvekben megfigyelhető betacizmust ismerteti részletesebben.

## A jelenség leírása és fonetikai okai
Nyeltörténeti szempontból két különböző, de egymással összefüggő jelenségről van szó. A latinban a B és a V betűk két különböző hangot jelöltek. A B minden helyzetben a [b] hangnak felelt meg, a V pedig eredetileg az /u/ magánhangzó-fonémát jelölte (az U csupán a V tipológiai változata volt, a két betű szétválása viszonylag nem régen történt), amely magánhangzók előtt/között félhangzóként is megvalósulhatott, mint az angol w [w].
A kései latinban azonban, majd a kialakuló újlatin nyelvekben a [b] ejtése magánhangzók közötti helyzetben, gyengülés következtében először bilabiális réshanggá vált [β], majd sok nyelvjárásban a labiodentális [v] mássalhangzóvá erősödött. Magánhangzók között, illetve a szó elején magánhangzó előtt ugyanez történt a [w] félhangzóval is, amely az ajakkerekítés elvesztésével szintén először [β]-vé gyengült, majd több helyen [v]-vé erősödött. Azokon a területeken, ahol a [v]-vé erősödés végbement, szó elején megmaradt a két hang közötti különbség [b] és [v] formájában; szó belsejében, magánhangzók közötti helyzetben viszont már magában a kései latinban egybeesett a két hang.
Ezzel szemben egyes régiókban (jellemzően az Ibériai-félsziget északi részén, a mai Franciaország déli részén beszélt okcitán nyelvterületen, valamint Szardínia szigetén) a [β] nem erősödött [v] hanggá, s valószínűleg ezzel összefüggésben szó elején a gyengüléssel ellentétes jelenség zajlott le, vagyis a [w]-ből származó [β] hang is [b]-vé erősödött. Ezekben a nyelvváltozatokban tehát minden helyzetben eltűnt a különbség az eredeti latin [b] és [w] hangok között, s csupán a fonológiai helyzettől függ, hogy az adott hang [b]-ként (szó elején szünet után, valamint [m], [n] után) vagy [β]-ként (minden más helyzetben) realizálódik-e.

## A hangváltozás eredete
A magánhangzók közötti [b]/[w] > [β] (> [v]) változás szó belsejében általános belső nyelvi fejlődésnek tekinthető, mivel kivétel nélkül mindegyik újlatin nyelvben végbement. Azokon a területeken, ahol a két hang szó eleji helyzetben is egybeesett, a hagyományos szakirodalom általában nyelvi kölcsönhatásokat feltételez (vagyis az eredetileg ott élő őslakosság nyelvének hatását, amely talán rokonságban állhatott a mai baszkkal, ugyanis az utóbbiban csak a [b] hang létezik), míg a modern nyelvészeti irányzatok képviselői úgy vélik, hogy szintén belső (strukturális) hangváltozásról van szó, amelyhez nem kell semmiféle külső hatást feltételezni. Az utóbbi nézetet támaszthatja alá, hogy a jelenség más újlatin nyelvekben is előfordul a Pireneusi-félszigeten kívül: például a szárd és a román nyelvben (lat. VITA és LINGUA > szárd bida, limba, román limba; lat. VETERANUS > román bătrân), stb.
Annyi bizonyos, hogy ez a hangváltozás igen régi jelenség, amely az már az 1. században előfordult. Erre tanúbizonyságul számos, a volt Római Birodalom területén talált latin felirat szolgál. E feliratokban gyakran előfordul, hogy V-vel kezdődő latin szavakat B-vel jegyeztek le, a legkülönbözőbb fonológiai kontextusokban, ahogy az alábbi idézetek is mutatják a Corpus Inscriptionum Latinarum (CIL) köteteiből. A példák mellett zárójelben az elvétett szó helyes írásmódja szerepel, majd megadtuk a megközelítő magyar jelentést is:
- CRESCENTINA BIRGINIO (virginio) – ’Crescentina Virginiusnak’
- QUI BIXIT (vixit) – ’aki élt’
- GRAVITATIS BENI BOLENTIAE (benevolentiae) – ’a jó szándék súlyával’
- ROMULO BETERANO (veterano) – ’Romulusnak, a veteránnak’
- SINE BILE (vile) – ’hibátlanul’
- SECUNDUM BOCIS (voces) – ’szavai alapján’
- SEPULCHRUM BENDERE (vendere) – ’sírhely eladó’
- SUPRA DICTUM DIEM BEL (vel) – ’a fenti napon, vagy…’
- PRO SALUT EORU BOTU POSUIT (votu) – ’az ő megmenekedésükért fogadalmat tett’
- DISCESIT BICTORIA (victoria) – ’elhagyott a győzelem’
- ET BOLUNTATEM (voluntatem) – ’és (az) akaratát’
- PLUS MINUS BIGINTI (viginti) – ’többé-kevésbé húsz’
- MAXIMIANUS BOTUM SOLBIT (votum solvit) – ’Maximianus teljesítette fogadalmát’
- DOMINOS BEL SCINDERE (vel) stb. – ’az urakat is megosztani’ (?)